# Kdewebdev
KDEWebdev - програмний пакет KDE для веброзробки.

## Список програмного забезпечення
- Quanta Plus - вільний HTML-редактор, що підтримує HTML, XHTML, CSS, XML, PHP та інші скриптові та основані на XML мови.
- KFileReplace - Інструмент для пошуку та заміни
- KImageMapEditor - Редактор карти зображень в HTML
- KLinkStatus - Перевірка гіперпосилань
- Kommander - Редактор динамічних діалогів
- KXSLDbg - XSLT відналагоджувач